# Клещевка (Саратовская область)
Клещёвка — село в Саратовском районе Саратовской области России. С 1 января 2022 года входит в состав городского округа Саратова.

## История
Село было основано в начале XIX века. Многие годы село было сильно ориентировано на сельское хозяйство. Центральная усадьба колхоза имени Ленина Саратовского района. 
Две версии названия села. Одна легенда ориентирована на желание барина Клещёва построить в этих болотистых местах село по дороге из Саратова в Вольск. Другая — в этом месте две реки Курдюм и Елшанка сливаются и с высоты они похожи на Клещи.
В годы Великой Отечественной войны 100 жителей села были мобилизованы на фронт, из них 43 так и не вернулись на родину. 
Знаковым событием для сельчан стал первый полёт человека в космос. В окрестностях села был заложен фруктовый сад.
В 1967 году из нескольких хозяйств была создана агрофирма «Пригородная», основной специализацией которой стало молочное и мясное животноводство. В этом же году открыла двери восьмилетняя школа, а в 1980 году построено новое здание школы-десятилетки.

## Физико-географическая характеристика
Село расположено на севере Саратовского района, в этом месте сливаются река Елшанка и Курдюм. Расстояние до административного центра муниципального образования посёлка Дубки составляет 8 километров. До областного центра составляет 16 км. С областным центром посёлок связан автотрассой и регулярным автобусным сообщением. Рядом с селом проходит автодорога Каспий, а также северный подход до аэропорта Гагарин.
Климат
Климат в Клещёвке умеренно-холодный со значительным количеством осадков. Даже в засушливый месяц наблюдается много дождя (согласно классификации климатов Кёппена — Dfa). Среднегодовая температура в Клещевке — 6,6 °C. Среднегодовая норма осадков — 439 мм. Самый засушливый месяц март с осадками 25 мм. Большая часть осадков здесь выпадает в августе, в среднем 44 мм.
| Показатель                           | Янв. | Фев. | Март | Апр. | Май  | Июнь | Июль | Авг. | Сен. | Окт. | Нояб. | Дек. | Год |
| ------------------------------------ | ---- | ---- | ---- | ---- | ---- | ---- | ---- | ---- | ---- | ---- | ----- | ---- | --- |
| Средняя температура, °C              | −9,9 | −9,4 | −3,6 | 8,4  | 16,1 | 20,6 | 22,7 | 21   | 14,8 | 6,7  | −1,2  | −6,7 | 6,6 |
| Норма осадков, мм                    | 39   | 27   | 25   | 26   | 36   | 42   | 43   | 44   | 40   | 35   | 42    | 40   | 439 |
| Источник: Клещёвка (норма 1982-2012) |      |      |      |      |      |      |      |      |      |      |       |      |     |

Часовой пояс
Клещёвка, как и вся Саратовская область, находится в часовой зоне МСК+1. Смещение применяемого времени относительно UTC составляет +4:00.

## Население
| 2002 | 2010  |
| ---- | ----- |
| 1068 | ↘1038 |

Население составляет 1064 человека (на 1 января 2019 года), насчитывается 323 двора. 

## Экономика
В селе работает крупное мебельное предприятие по изготовлению корпусной и мягкой мебели «Король диванов». 
На территории посёлка действуют 4 предприятия розничной торговли, 3 предприятия общественного питания. Действуют также сельскохозяйственные предприятия и фермерские хозяйства. КФХ «Пионер» специализируется на производстве продукции из муки зерновых культур. 

## Инфраструктура
В населённом пункте работают:
- детский сад «Теремок»,
- средняя общеобразовательная школа[10],
- дом досуга,
- филиал межпоселенческой библиотеки, в котором представлены 2135 экземпляров книг и оформлена подписка на 18 периодических изданий. 250 человек посещают учреждение[11].
- фельдшерско-акушерский пункт.

Село полностью газифицировано, имеется центральный внутрипоселковый водопровод.
В границах населённого пункта размещён водный объект — пруд Анчиферовский, который используется для орошения, а также пользуется популярностью у любителей рыбной ловли.

## Достопримечательности
- В центре села у здания Дома досуга расположен памятник односельчанам погибшим в годы Великой Отечественной войны. Монумент возведён в 1984 году по инициативе жителей села.
- Клещёвский императорский мост — соединил два берега реки Курдюм. Возведён летом 1909 года по решению местного земства и Губернатора Татищева С.С. На протяжении 90 лет сооружение имело федеральное значение, так как именно по этому мосту проходила автодорога Р228[12].
- За Домом культуры расположен сельский парк.
- База отдыха «Сказка». Небольшой пруд в очень удобном месте за селом Клещёвка на Вольском тракте, спустившись в низину к старому руслу реки Курдюм[13].

## Фотогалерея

### Село на фотографиях
- Виды села
- Императорский мост
- Памятник воинам-освободителям
- Мемориальные доски - списки
- Школа
- Спортивная площадка

- Быт села
- Детский сад
- Фельдшерско-акушерский пункт
- Дом культуры
- Сельский магазин
- Библиотека